# Azad Hind Radio
Das Azad Hind Radio war ein Propagandasender, der 1942 in Deutschland unter der Leitung von Subhas Chandra Bose gegründet wurde, um die Inder im Sinne von Bose zum Freiheitskampf gegen die Britische Kolonialherrschaft zu bewegen. Zunächst in Deutschland ansässig, wurde der Standort des Senders bald nach Singapur und später, dem Verlauf des Krieges in Südostasien folgend, nach Rangun verlegt. Nach Boses Abreise nach Südostasien wurden die organisatorischen Angelegenheiten in Deutschland von A. C. Narayanan Nambiar, einem indischen Diplomaten und späteren Botschafter der Arzi Hukumate Azad Hind-Regierung (Provisorische Regierung des Freien Indiens) in Deutschland, geregelt.
Der Sender strahlte wöchentliche Nachrichten in Englisch, Hindi, Tamil, Bengali, Marathi, Punjabi, Paschtu und Urdu aus, den Sprachen, die von den meisten Angehörigen der Indischen Legion in Deutschland und der Indischen Nationalarmee in Südostasien gesprochen wurden.
Azad Hind Radio versuchte, den Sendungen der alliierten Radiosender propagandistisch entgegenzuwirken. Im Azad Hind Radio bezeichnete Bose zum Beispiel die British Broadcasting Corporation als Bluff and Bluster Corporation und das All India Radio als Anti-Indian Radio.